# Transferentzugsrate
Transferentzugsrate ist die Rate, mit denen Transferleistungen gekürzt werden, wenn das Einkommen steigt.

## Gesetzliche Regelung und Rechtspolitik
Leistungen der Grundsicherung werden ebenso wie das Wohngeld und der Kinderzuschlag mit steigendem (Netto-)Einkommen abgeschmolzen. Es besteht daher ein Zusammenhang zwischen der Höhe der Transferentzugsrate und dem Anreiz, einer Erwerbstätigkeit nachzugehen: eine hohe Transferentzugsrate vermindert, eine niedrigere Transferentzugsrate erhöht diesen Anreiz.
Aufgrund der hohen Transferentzugsrate bei höheren Bruttoeinkommen schafft das System der Einkommensanrechnung im Zweiten Buch Sozialgesetzbuch (SGB II –  Bürgergeld, Grundsicherung für Arbeitsuchende) insbesondere Anreize, um geringfügige Beschäftigungen aufzunehmen. Mit einer Weiterentwicklung der Hinzuverdienstvorschriften im SGB II sollte insbesondere die Motivation zur Aufnahme existenzsichernder Beschäftigung gestärkt werden. Das Bürgergeld-Gesetz hat in § 11a, § 11b SGB II das nicht zu berücksichtigende Einkommen und die Absetzbeträge zuletzt erhöht und damit die Zuverdienstmöglichkeiten verbessert.
Im Rahmen des Vergabeverfahrens „Forschungsvorhaben zur Reform der Transferentzugsraten und Verbesserung der Erwerbsanreize“ wurde Mitte Februar 2023 der Zuschlag an das Leibniz-Institut für Wirtschaftsforschung an der Universität München (ifo Institut) erteilt. Das Zentrum für Europäische Wirtschaftsforschung (ZEW) ist Unterauftragnehmer. Im Schlussbericht, der seit Ende November 2023 vorliegt, werden nicht nur Veränderungen bei den Transferentzugsraten im Bürgergeld in den Blick genommen, sondern das Gesamtsystem der sozialen Grundsicherungsleistungen inklusive der Interaktion mit Einkommensteuer und Sozialabgaben im Bereich der Minijobs und des Übergangsbereichs vom Leistungsbezug zum Nicht-Leistungsbezug.